# Cornelia Ulrich
Cornelia Maren Ulrich (* 31. Oktober 1967 in Stuttgart-Bad Cannstatt) ist eine deutsche Epidemiologin. Sie leitete von September 2009 bis November 2014 die Abteilung Präventive Onkologie im Nationalen Centrum für Tumorerkrankungen (NCT) Heidelberg. Am Deutschen Krebsforschungszentrum (DKFZ) und dem Universitätsklinikum Heidelberg hatte sie die gleichnamige Professur für Präventive Onkologie inne. Seit Juli 2018 ist Cornelia Ulrich die Direktorin des Comprehensive Cancer Centers am Krebsforschungsinstitute Huntsman Cancer Institute in Salt Lake City. Seit Juli 2015 ist sie Division Chief für Cancer Population Sciences am Department Population Health Sciences der Universität Utah. Sie hat mehr als 300 Publikationen veröffentlicht (h-Index 64), war bis Mai 2015 Vorsitzende des Scientific Council der IARC und Mitglied zahlreicher nationaler und internationaler beratender Gremien.
Weiterhin war sie Vorsitzende der DKFZ Executive Women’s Initiative und Working-Group-Leiterin für Prävention im Deutschen Konsortium für Translationale Krebsforschung (DKTK). Ihre Abteilung erforscht genetische und Lebensstil-Faktoren bei der Entstehung und der Prognose von Krebs. Schwerpunktthemen sind die Bereiche Entzündungshemmer in der Krebsprävention, personalisierte Prävention durch Pharmakogenetik, und die Rolle von Energiebilanz und Bewegung in der Krebsprävention.

## Leben
Nach dem Abitur am Gustav-Stresemann-Gymnasium in Fellbach-Schmiden im Jahr 1987 studierte Ulrich Ernährungswissenschaft an der Universität Hohenheim und an der Oregon State University. 1998 promovierte sie an der University of Washington. Sie ist verheiratet und Mutter zweier Söhne.

## Auszeichnungen und Stipendien
- 1991/92: Fulbright Scholarship and Fulbright Professional Enhancement Grant
- 1992: Jewell-Fields-Rohlfing graduate scholarship, Oregon State University
- 1993–95: DAAD-Stipendium, für PhD-Studien in Epidemiologie
- 1998: Outstanding Student Award, Department of Epidemiology, University of Washington
- 1998: American Association of Cancer Research Bristol-Myers Squibb Young Investigator Award
- 2009: Exzellenzprofessur, Deutsches Krebsforschungszentrum (DKFZ)
- 2011: Forschungs- und Entwicklungspreis 2011, Krebsverband Baden-Württemberg e.V.
- 2013: Felix Burda Award 2013, „Best Prevention Idea“, Felix Burda Stiftung, Berlin
- 2014: Short-List Felix Burda Award 2014, „Wissenschaft und Science“, Felix Burda Stiftung, Berlin
- 2014: Jon and Karen Huntsman Presidential Professor in Cancer Research
- 2018: Director of the Comprehensive Cancer Center at Huntsman Cancer Institute